# Tháng 9 năm 2015
Tháng 9 năm 2015 là tháng thứ chín của năm, bắt đầu vào thứ ba và kết thúc sau 30 ngày vào thứ tư.

## Chủ đề:Thời sự
| 24 tháng 02, 2025 Chính trị - Tổng thống Guatemala Otto Pérez Molina bị bắt giữ sau khi từ chức vì thừa nhận một số lượng lớn tiền đút lót. |

Xung đột vũ trang và các cuộc tấn công
- Nội chiến Syria, sự tham gia của Nga trong cuộc nội chiến Syria
  - Thượng viện Nga vừa chấp thuận đề nghị của Tổng thống Vladimir Vladimirovich Putin về việc triển khai quân đội Nga bên ngoài biên giới của mình ở Syria để chống nhà nước Hồi giáo. (The News Hub)
- Chiến tranh Afghanistan (2015–nay), Trận đánh Kunduz
  - Các công văn liên minh do quân đội Mỹ đứng đầu đến Kunduz để giúp đỡ lực lượng Afghanistan chống lại các chiến binh Taliban. (The Washington Post)
- Có ít nhất 6 người thiệt mạng và hàng chục người bị thương trong các vụ nổ tại 15 địa điểm ở huyện Liễu Thành thuộc khu tự trị Quảng Tây, Trung Quốc. Các quả bom được giấu trong các gói bưu kiện chuyển phát nhanh. Quan chức Trung Quốc đã xác định được một nghi can, nhưng nghi can vẫn chưa được biết tên. (South China Morning Post), (UPI)
- Giẫm đạp Hajj 2015
  - Lãnh tụ tối cao Iran Ayatollah Ali Khamenei cảnh báo các biện pháp "khắc nghiệt" của Ả Rập Saudi nếu vương quốc không kịp thi thể hồi hương của hơn 200 người hành hương Iran đã bị thiệt mạng trong tuần trước của vụ giẫm đạp Hajj. (AP via Denver Post), (Reuters)

Quan hệ quốc tế
- Tổng thống Chính quyền Quốc gia Palestine Mahmoud Abbas, nói rằng Palestine sẽ không còn tuân theo hiệp định Oslo và tuyên bố rằng Israel đã không được tuân thủ với họ. (CNN)

|}
|valign="top" style="width:250px"|

## Sự kiện đang diễn ra

### Thảm họa
- Khủng hoảng khí hậu
- Đại dịch COVID-19
- Động đất Bán đảo Noto 2024

### Kinh tế
- Tình trạng thiếu chip toàn cầu 2020–nay
- Khủng hoảng năng lượng 2021–2023
- Gia tăng lạm phát 2021–2023
- Khủng hoảng lương thực 2022–2023
- Khủng hoảng tiền tệ Argentine

### Chính trị
- Khủng hoảng biên giới Belarus−Liên minh châu Âu
- Biểu tình Mahsa Amini
- Biểu tình Myanmar
- Nga xâm lược Ukraina 2022
- Khủng hoảng Bắc Kosovo
- Khủng hoảng chính trị Peru
- Bê bối tham nhũng của Qatar tại Nghị viện châu Âu
- Tranh chấp khí đốt Nga−Liên minh châu Âu
- Khủng hoảng tị nạn Ukraina
- Biểu tình phản đối lệnh cấm phá thai ở Hoa Kỳ

### TạiViệt Nam
- Vụ án sai phạm tại Công ty cổ phần Công nghệ Việt Á
- Vụ chuyến bay "giải cứu" công dân trở về nước do đại dịch COVID-19
- Cưỡng bức lao động Việt Nam tại Campuchia

## Xung đột đang diễn ra

### Toàn cầu
- Cuộc chiến chống Nhà nước Hồi giáo

### Châu Phi
- Angola
  - Chiến tranh Cabinda
- Cameroon
  - Nội chiến Cameroon
- Cộng hòa Trung Phi
  - Nội chiến
- Cộng hòa Dân chủ Congo
  - Cuộc nổi dậy của Lực lượng Đồng minh Dân chủ
  - Xung đột Ituri
  - Xung đột Kivu
  - Cuộc nổi dậy của Quân kháng chiến của Chúa
- Ethiopia
  - Xung đột Oromo
- Mozambique
  - Cuộc nổi dậy tại Cabo Delgado
- Sahel
  - Cuộc nổi dậy tại Burkina Faso
  - Chiến tranh Mali
- Senegal
  - Xung đột Casamance
- Nội chiến Somali
  - Sự can thiệp của Hoa Kỳ
- Sudan
  - Xung đột Nam Kordofan
  - Chiến tranh Darfur
- Tây Sahara
  - Khủng hoảng Guerguerat

### Châu Mỹ
- Colombia
  - Xung đột
- Mexico
  - Chiến tranh ma túy México
- Paraguay
  - Nổi dậy ở Paraguay
- Peru
  - Xung đột ở Peru

### Châu Á-Thái Bình Dương
- Afghanistan
  - Xung đột Nhà nước Hồi giáo–Taliban
  - Cuộc nổi dậy của Đảng Cộng hòa
- Ấn Độ
  - Nổi dậy ở Jammu và Kashmir
  - Nổi dậy ở Đông Bắc Ấn Độ
  - Cuộc nổi dậy Naxalite–Maoist
- Indonesia
  - Xung đột Papua
- Myanmar
  - Xung đột nội bộ
  - Xung đột Kachin
  - Xung đột Karen
  - Xung đột Rohingya
- Pakistan
  - Nổi dậy ở Balochistan
  - Nổi dậy ở Khyber Pakhtunkhwa
- Philippines
  - Cuộc nổi dậy của Đảng Cộng sản
  - Xung đột Moro
  - Cuộc chiến chống ma túy ở Philippines
- Thái Lan
  - Bạo loạn miền Nam Thái Lan

### Châu Âu
- Ukraina–Nga
  - Nga xâm lược Ukraina 2022

### Trung Đông
- Ai Cập
  - Cuộc nổi dậy Sinai
- Iran và Vịnh Ba Tư
  - Cạnh tranh ảnh hưởng giữa Ả Rập Xê Út và Iran
- Xung đột Israel–Palestine
- Syria
  - Can thiệp của Hoa Kỳ và đồng minh
  - Can thiệp quân sự của Nga
- Yemen và Ả Rập Xê Út
  - Yemeni Civil War
  - Can thiệp của Ả Rập Xê Út ở Yemen

## Giới thiệu
Thế giới mà chúng ta biết đang thay đổi hàng ngày, hàng giờ. Khác với những bộ bách khoa toàn thư bằng giấy, Wikipedia có thể được cập nhật ngay trong khi một sự kiện đang diễn ra. Và để đưa thế giới đến gần người dùng, Cổng thông tin: Thời sự hay Chủ đề: Thời sự đã được ra đời nhằm cung cấp những sự kiện nổi bật mới xảy ra. Nếu như bạn đang biết một sự kiện chưa kể tại đây, hãy cập nhật ngay cùng Wikipedia nhé!
|}